# الناصري (مبين)

تعديل مصدري - تعديل

الناصري هي إحدى قرى عزلة بني الشومي بمديرية مبين التابعة لمحافظة حجة، بلغ تعداد سكانها 518 نسمة حسب تعداد اليمن لعام 2004.